# Цензорин (грамматик)
Цензори́н (Censorinus) — римский писатель, филолог, теоретик музыки; жил в первой половине III в. н.э. 

## О дне рождения
В сочинении «О дне рождения» («De die natali», 238 г.) рассматриваются разнообразные темы: происхождение человека, календарь, даны начальные сведения из истории, астрономии, математики, музыки. Цензорин опирается на не дошедшие до нас ценные труды древних авторов, в том числе, Варрона («Antiquitates rerum humanarum» и «Logistorici» и др.) и Светония («Pratum»). В гл. 13 Цензорин излагает необычную версию пифагорейской гармонии мира. В гл. 10 впервые дано знаменитое определение музыки как науки о слаженной (соразмерной) мелодии (musica est scientia bene modulandi; см. Модуляция), которое, как считают некоторые учёные, также восходит к Варрону.
Важное значение имела работа Цензорина «Об акцентах» («De accentibus»), которую цитируют Присциан и Кассиодор. Эта работа утрачена.

## Псевдо-Цензорин
Под именем Цензорина известна также компиляция (под названием «Epitoma disciplinarum») из 15 небольших текстов, ныне признанных анонимными. Точная их датировка неизвестна, возможно, тоже III в. Фрагменты о стихотворной метрике (№ 10, №№ 13-15) и музыке (№№ 9,11, 12) представляют особую ценность как древнейшие дошедшие до нас римские конспекты этих учебных предметов (наук).

## Издания и литература
- Censorini De die natali liber, ed. Fridericus Hultsch. Leipzig: Teubner, 1867.
- Censorini epitoma disciplinarum ed. Heinrich Keil // Grammatici Latini, Vol. VI. Leipzig: Teubner, 1874.
- Цензорин. О дне рождения, ред. Иван Холодняк (Iwan Cholodniak). Санкт-Петербург: Императорская академия наук, 1889.
- Цензорин. Книга о дне рождения // Вестник древней истории. — 1986. — № 2. — С. 221 — 237; № 3. — С. 224 — 237.
- Censorini de die natali liber ad Q. Caerellium accedit anonymi cuiusdam epitoma disciplinarum, ed. Nicolaus Sallmann. Leipzig: Teubner, 1983.
- Censorinus. The Birthday Book. Translated by Holt N. Parker. Chicago: The University of Chicago Press, 2007.